# Италијанске јединице у Југославији у Другом светском рату
Југословенско ратиште је било највеће ратиште Краљевине Италије у Другом светском рату. У 1943. години било је најмање 17 италијанских дивизија у италијанској окупационој зони Југославије која се протезала широким појасом Јадрана од Истре до Црне Горе. После капитулације Италије и објаве рата Немачкoj у септембру - октобpy 1943. године, италијанске трупе борилe cy ce заједно са Народноослободилачком војском Југославије против немачких трупа и хрватских снага.
Главни и једини противник фашистичке Италије била је Народноослободилачка војска Југославије. Главни локални помагачи фашистичке Италије били су четници, организовани у формације МВАЦ, којa је на врхунцу бројала између 20 и 30 хиљада људи.
После 1943. до 1945. године, једињења другог италијанске армије која се састоји од две дивизије и једна артиљеријска група прешла на страни Народноослободилачка војска Југославије борили против Немацa.

## Италијанске јединице
У нападу на Југославију су, између осталих, учествовале следеће италијанске јединице:
- Друга италијанска армија:
  - 3. горска пешадијска дивизија Равена
  - 52. моторизована дивизија Торино
  - 133. оклопна дивизија Литорио

Друга италијанска армија на југословенском ратишту је маја 1942. преименована у Високу команду оружаних снага Словеније-Далмације Суперслода (Comando Superiore FF. AA. 'Slovenia-Dalmazia' - Supersloda). Суперслода је фебруара 1942. у своме саставу имала следеће јединице:
- V армијски корпус
  - 1. брза дивизија (Карловац)
  - 13. пешадијска дивизија Ре (Госпић)
  - 57. пешадијска дивизија Ломбардија (Делнице)
- VI армијски корпус 
  - 1. алпинска дивизија Тауринензе (Мостар)
  - 12. пешадијска дивизија Сасари (Книн)
  - 15. пешадијска дивизија Бергамо (Сињ)
  - 32. пешадијска дивизија Марче (Требиње)
  - 151. пешадијска дивизија Перуђа (Сплит)
  - 154. пешадијска дивизија Мурђе (Сењ)

Поред тога, на подручју окупиране Југославије су се налазиле и следеће италијанске јединице:
- XI корпус у Словенији и Истри:
  - 1. коњичка дивизија Еухенио ди Савоја (Љубљана)
  - 14. пешадијска дивизија Исонцо (Љубљана)
  - 22. пешадијска дивизија Каћатори деле Алпи (Љубљана)
  - 21. пешадијска дивизија Гранатјери ди Сардења (Љубљана)
  - 153. пешадијска дивизија Маћерата (Делнице)
- XIV корпус у Црној Гори:
  - 19. пешадијска дивизија Венеција (Подгорица, Беране и Колашин)
  - 155. пешадијска дивизија Емилија (Бока которска)
- XV корпус у Албанији и Црној Гори:
  - 23. пешадијска дивизија Ферара
- XVIII армијски корпус:
  - 158. пешадијска дивизија Зара (Сплит)
  - МВАЦ одред "Динара"

Поред италијанске војске, под њиховом командом налазиле су се и квислиншке јединице:
- Добровољачка антикомунистичка милиција (итал. Milizia Volontaria Anti Comunista, скраћено МВАЦ)

МВАЦ су углавном чинили четници и неке антикомунистичке јединице у Словенији.

## Локални помагачи
На подручју окупиране Југославије, фашистичка Италија је пронашла сараднике пре свега у редовима четника, а на Косову у редовима балиста.
Усташка влада се противила италијанској употреби четника, али је ипак пристала на њихову употребу. 19. јуна 1942. године у Загребу је закључен споразум Роата-Павелић који се тицао повлачења око половице италијанских снага из Зона II и III. Тим споразумом италијанска команда је реорганизовала четнике у Антикомунистичку добровољачку милицију (итал. Milizia Volontaria Anti Comunista) за борбу против партизана и њихових присталица. Павелићева влада је морала да преузме терет одржавања четничке антикомунистичке милиције на подручјима обухваћеним уговором, с тим да четници признају суверенитет НДХ.
Почетком јесени 1942. године 6. армијски корпус у својим дивизијама имао око 15 батаљона МВАЦ — 10.000 до 12.000 пушака; од тога, муслимански батаљон МВАЦ у 6. корпусу је имао око 2000 пушака. У 18. армијском корпусу је било тада 5100 четника Динарске дивизије. Укупно је у саставу свих дивизија 2. италијанске армије крајем фебруара 1943. године било 22.126 »добровољаца«: 20.514 православних, 832 католика и 780 Муслимана. У италијанским деловима марионетске Хрватске било је 19.000 — 20.000 четника у МВАЦ, а Италијани су их опскрбили следећом опремом: са 30.000 пушака, 500 митраљеза, 100 бацача, 15 артиљеријских оруђа, 250.000 ручних бомби, 7,000.000 метака, 7.000-8.000 пари обуће. Ова листа вјероватно не укључује оружје, муницију и опрему која је четницима испоручена за време операције Вајс (тзв. четврте непријатељске офанзиве), зими 1942/1943, чије су количине морале бити знатне.
Ђујићева Динарска четничка дивизија је била једна од најбројнијих јединица у саставу италијанских окупационих трупа. По подацима самог Ђујића, средином љета 1942. имао је 12.240 »антикомунистичких добровољаца«, и то: у Стрмици 2400 (непосредна команда Ђујића), у Босанском Грахову 2000 (Бране Богуновић), на Уилици и Динари босанскопетровачких четника је било 500 (Мане Роквић), на Отрићу 1500 (Мирко Марић), у Пађенима 940 (Владе Новаковић), на Косову 4000 (Милан Миљевић), у Топољу 100 (Никола Берић), у Крупи 400 (Обрад Бијанко) и у Грачацу 600 (Дане Станисављевић).
МВАЦ је имао два типа формација: наоружане јединице и наоружане сељаке. Четник је плаћан са 200 лира, командир одељења са 400, а вода групе са 800 лира. Њихове породице су од Италијана примале по 7 килограма брашна, 15 килограма поврћа, 3 килограма зелени, 0,3 литре уља и 0,6 килограма шећера сваког месеца.
16. јула 1942. четнички мајор Петар Баћовић у извештају Дражи Михаиловићу наводи детаље сарадње са италијанским окупатором:
Сви четнички одреди на територији Херцеговине легализовани су код Талијана, добијају храну, оружје и муницију. Плату не примају само им се по неки пут у виду помоћи додељују мање своте новца.— Петар Баћовић
Сви четници на територији западне Босне, Лике, Далмације и Херцеговине били су легализовани код италијанске команде, дејствовали су у тесној сарадњи са италијанским трупама и предавали им све заробљене партизане и осумњичене цивиле. Четничке јединице Црне Горе и Херцеговине биле су обавезне да пријаве сваки свој покрет италијанским окупационим властима. Четници у италијанској окупационој зони примали су и високе новчане награде за сваког убијеног партизана.
За одбеглог убијеног одметника комунисту Јагоша Контића, примљена је на каси дивизије „Ферара" уцјена у износу од 30.000 (тридесет хиљада лира). Како је убиство именованога на дан 14. јануара 1943 извршило људство ИВ четничког батаљона са придодатим жандармима и неким сељацима то ми хитно доставите списак лица која су учествовала у његовом хватању и убиству узимајући у обзир и жандарме и милиционаре учеснике, како би им се примљена награда поделила.— Командант пуковник Бајо Станишић
Један од најактивнијих сарадника у Црној Гори био је четнички војвода Павле Ђуришић, који је у част окупационог гувернера Пирцио Биролија одржао удворички говор, називајући га "великим пријатељем српског народа", који ће завести "ред и мир у Црној Гори".

## Војне операције
Операција Вајс почетком 1943. године, позната као Четврта непријатељска офанзива, је била највећа операција коју су италијанске снаге у сарадњи са Вермахтом предузеле на југословенском ратишту. Италијански генерал Роата, заповедник италијанских снага у овој операцији, је под својим командом имао и 19.000 четника:

## Ратни злочини
Генерал Алесандро Пирцио Бироли, командант италијанске 9. армије и окупациони гувернер Црне Горе, након избијања Тринаестојулског устанка 1941. наредио је репресалије над целокупним становништвом:
У јануару 1942. године Пирцио Бироли је издао проглас којим наређује стрељање 50 талаца за сваког убијеног и 10 талаца за сваког рањеног италијанског војника.
Италијанска војска је редовно палила читавих села током операција против устанка, о чему сведочи следећи извештај:
Италијани врше акцију десном страном ријеке Заломке т.ј. преко Колешка, Сливаља, Дубљевића, Југовића и Фојнице. Села, одакле није даван отпор поштеђена су. Села, из којих је даван отпор попаљена су.— Извештај Штаба војночетничких одреда за срез невесињски од 28. априла 1942. четничком представнику при Команди 2. италијанске армије о војно-политичкој ситуацији на подручју среза
Италијански генерал Марио Роата је често издавао налоге за уништавање становништва на окупираним подручјима. Нарочито је сурово наређење за »зимске операције« од 16. јануара 1943. којим се налаже да припадници италијанске војске убију сваког становника кога нађу на подручју операција, без обзира на то да ли има оружја или нема ("убити сваког грађанина"). Роата даље заповеда да се сви мушки који се нађу изван подручја операција, од петнаесте године навише, упуте у концентрационе логоре, а све куће које изгледају сумњиве ради везе с партизанима, да се униште. Услед овог налога генерала Роате уништена су многа насеља и поклано на хиљаде невиног становништва Далмације, Лике, Кордуна и Горског Котара.
Током Пете непријатељске офанзиве италијански генерал Ерколе Ронкаља је заповедао "чишћењем" партизана и њихових симпатизера у Црној Гори, при чему је провођен терор над цивилним становништвом:

## Губици
Према званичном италијанском признању, њихови губици у Југославији, од јануара 1942. године до марта 1943. године, били су 5913 мртвих и 7157 рањених. Други, тада још непотврђени, извештаји указују да су само у марту 1943. италијански губици у Југославији износили 1600 мртвих и рањених и 1862 заробљених.